# Thoracotes dubius
Thoracotes dubius là một loài bọ cánh cứng trong họ Trogossitidae. Loài này được Handlirsch miêu tả khoa học năm 1906.